# Alexsandro de Souza
Alexsandro de Souza, ismert néven Alex (Curitiba, 1977. szeptember 14. –) brazil labdarúgó, aki korábban a Coritiba csapatában játszott  irányító középpályás poszton. A török Fenerbahçe csapatában töltötte pályafutásának jelentős részét. A brazil válogatottban 49 mérkőzésen lépett pályára.